# Bon Jovi (musikalbum)
Bon Jovis debutalbum Bon Jovi släpptes 1984 och såldes i över två miljoner exemplar. Albumet producerades av Jon Bon Jovis kusin Tony Bongiovi och Lance Quinn och spelades in på The Power Station i New York. Albumets ursprungliga namn var "Tough Talk". 
Låten "Runaway" släpptes som singel och blev en stor hit singel. Albumet sålde Guld i USA (500 000 exemplar). "Runaway" skrevs redan 1980 av Jon. Det är Hugh McDonald som sköter elbasen på låten.  Runaway hamnade på en 39:e plats på Billboard Hot 100.
Det mesta av materialet är skrivet av Jon Bon Jovi, Richie Sambora och David Bryan. De första låtarna som skrevs till albumet var "Come Back" och "Burning For Love". Albumet är även den enda Bon Jovi låten som innehåller en cover, i form av "She Don't Know Me". Singlar från skivan var "Runaway", "She Don't Know Me" och endast i Japan "Burning For Love". 

## Låtlista
1. Runaway - (3.52) (Jon Bon Jovi/George Karak)
2. Roulette - 4:39 - (Bon Jovi/Richie Sambora)
3. She Don't Know Me - 4:03 - (Marc Avec)
4. Shot Through The Heart - 4:24 - (Bon Jovi/[Ponti)
5. Love Lies - 4:09 - (Bon Jovi/David Bryan)
6. Breakout - 5:24 - (Bon Jovi/Bryan)
7. Burning For Love - 3:52 - (Bon Jovi/Sambora)
8. Come Back - 3:59 - (Bon Jovi/Sambora)
9. Get Ready - 4:09 - (Bon Jovi/Sambora)

## Listplaceringar
| Titel             | Listpositioner | Listpositioner |
| Titel             | AUS            | USA            |
| ----------------- | -------------- | -------------- |
| Bon Jovi          | 43             | 39             |
| Runaway           |                | 39             |
| She Don't Know Me |                | 48             |

## Medverkande
Bon Jovi
- Jon Bon Jovi - sång, bakgrundssång, gitarr
- David Bryan - Keyboard, bakgrundssång
- Richie Sambora - Sologitarr, Bakgrundssång
- Tico Torres  -Trummor
- Alec John Such - Bas, bakgrundssång

Övriga Medverkande
- Huey McDonald - Bas på "Runaway"
- Tim Pierce - Gitarr
- Frankie La Rocks - Trummor
- Roy Bittan- Keyboard
- David Grahmme - Bakgrundssång
- Mick Seely - Bakgrundssång
- Aldo Nova